# Понтиприт

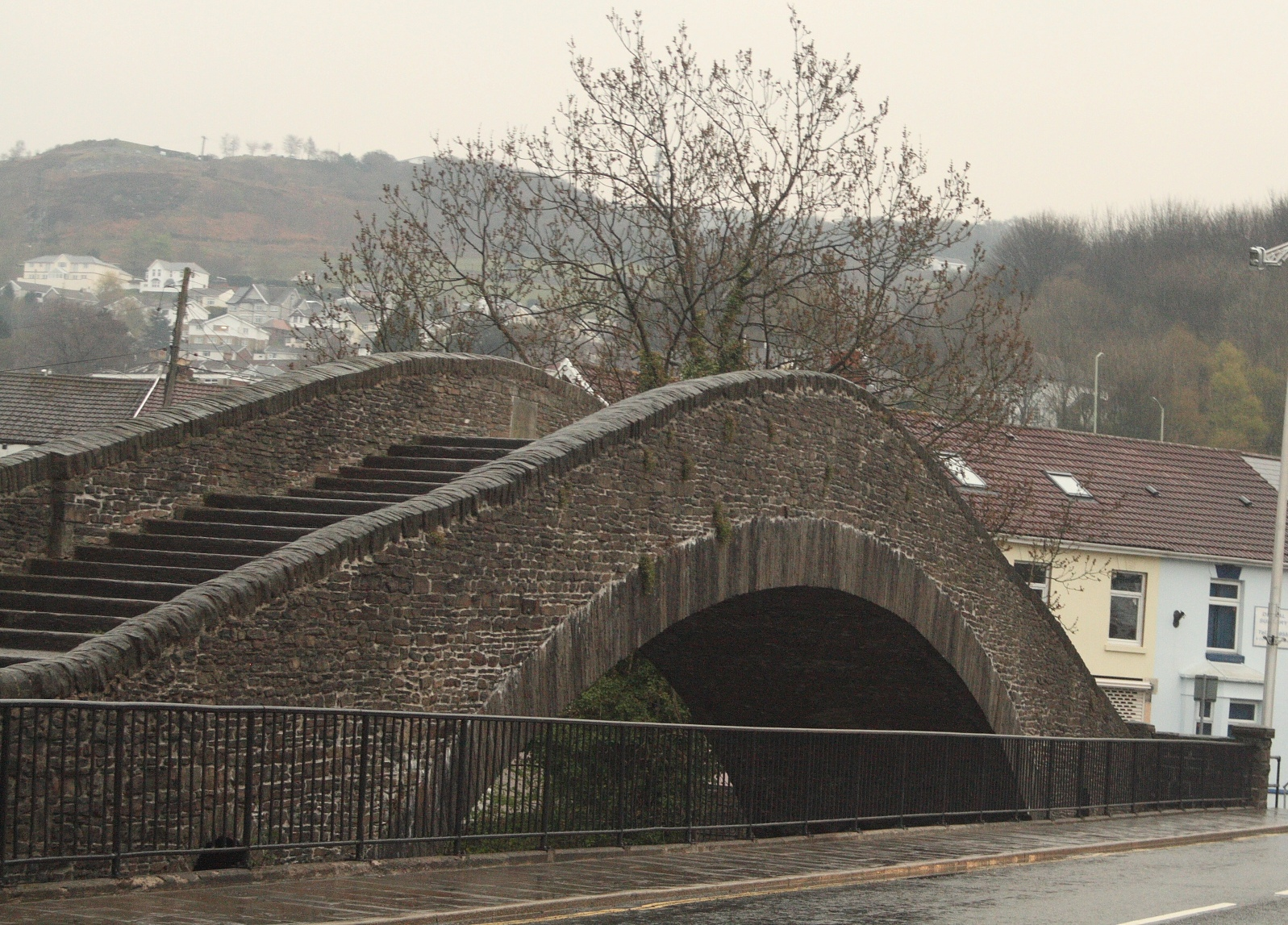
Старый мост в Понтиприте

Понтипри́т (англ.  и валл. Pontypridd ˌpɔntəˈpriːð) — город в Уэльсе (Великобритания).

## География и история
Понтиприт находится на юге Уэльса, в графстве Гламорган, в округе Ронта, Кинон, Тав, в 25 километрах севернее Кардиффа. Численность его населения составляет около 33 тысяч человек.
Название города происходит из валлийского языка и в переводе означает "мост у земного дома". Имеется ввиду каменный мост через реку Тафф, построенный здесь в 1755 году известным архитектором Уильямом Эдвардсом. Ранее Понтиприт был одним из центров британской сталелитейной индустрии; здесь находился самый протяжённый перегрузочный грузовой вокзал в Великобритании.
В Понтиприте расположен Гламорганский университет (основан в 1913 году).